# David Lindsay-Abaire
David Lindsay-Abaire (ur. 1969) – amerykański dramaturg, scenarzysta i tekściarz, laureat Nagrody Pulitzera. Wyróżnienie otrzymał w 2007 za sztukę Rabbit Hole. Główne role w tym utworze grali John Slattery i Cynthia Nixon. Napisał też libretto i piosenki do Shrek the Musical.